# مقاطعة أوتاغامي (ولاية ويسكونسن)
مقاطعة أوتاغامي هي مقاطعة في ويسكونسن، بلغ عدد سكانها 176٬695  نسمة، في 2010، عاصمتها أبليتون، تبلغ مساحتها 1٬669 كيلومتر مربع.

## الموقع
تشترك في الحدود مع:
- مقاطعة شاوانو
- مقاطعة براون (ولاية ويسكونسن)
- مقاطعة كالوميت.

## التقسيمات الإدارية
- أبليتون.